# Carlos Clement
Carlos Clement Sosa (Panamá, 25 de abril de 1858-9 de abril de 1933) fue un político y general panameño, prócer de la Separación de Panamá de Colombia.

## Biografía
Carlos Clement nació el 25 de abril de 1857 en Panamá, República de Panamá hijo del francés Augusto Clement (1823) y la panameña Raimunda Sosa, tuvo un hermano mayor llamado Agustín Clement (1855-1886). Fue bautizado en la iglesia de Santa Ana en enero de 1858.
Su padre Augusto Clement se volvió a casar dos veces más, la segunda vez con Florencia Noriega con la cual tuvo a Luis M. Clement (1862), quien en 1897 formaba parte del cuerpo de ambulancias como doctor. La tercera vez con Ángela Funetilla y tuvo a Susana Clement y Elena Clement —quien se casó con Enrique Lewis—.
Carlos Clement junto a su hermano Agustín se fueron a estudiar a Francia y después regresaron para dedicarse al comercio.

### Trayectoria
Carlos y su hermano Agustín fueron políticos activos, Carlos en 1882 fue miembro principal del Consejo Electoral Departemental y en el año 1885 Carlos su hermano Agustín Clement acompañó al general Buenaventura Correoso como comisionados del general Rafael Aizpuru, presidente del Estado Soberano de Panamá. Fueron apresados por el general colombiano Eliseo Payán.
En el año 1883 Carlos se casó con Maria Ojedis con la cual tuvieron tres hijos: Antonio Clement (1891-1919), Luis Felipe Clement (1892-1935) —ingeniero y gerente comercial de las compañías panameñas de la fuerza y luz—, y Susana Clement (1894-1948).
Carlos fue comisionado del mismo presidente Rafael Aizpuru para que disuadiera en la ciudad de Colón a Pedro Prestán de su rebeldía contra el Gobierno, sin éxito para Clement.

### Prócer de la independencia
Al estallar la Guerra de los Mil Días (1899-1902) Carlos formó parte de las filas revolucionarias liberales donde después lo ascendieron a teniente coronel. Carlos Clement fue uno de los pocos que sabía acerca del golpe. El junto con Pastor Jiménez se reunían a almorzar con el general Huertas en El Turi, vieja cantina de calle séptima.
El día 3 de noviembre a las 8:00 a. m. se encontró con Manuel Amador Guerrero en el parque central. Clement había reunido 500 hombres a disposición de la causa. A las 12:00 p. m. se reúne con Pedro Díaz, Manuel Amador, Antonio Díaz y generoso de Obaldía quienes acordaron que el golpe sería al día ese mismo día.
En 1903 el gobernador de Colón Porfirio Melendez lo ascendió a general y lo nombró alcalde del Distrito de Colón.
Clement se fue a Bocas del Toro donde fue nombrado jefe se resguardo de la provincia de Bocas del Toro.

## Legado

### Escuela Carlos Clement
La Escuela Carlos Clement fue fundada el 13 de julio de 1955 y empezó a funcionar en los tambos de los edificios Donoso y Santa Isabel con el nombre de Anexa Abel Bravo  N.°1 ubicada en calle 13 avenida Meléndez. Inicia con once maestros. 
En el año 1967 fue trasladada al edificio donde actualmente labora. 
Lleva el nombre de Carlos Clement en honor al insigne ciudadano quien desempeño un papel muy importante en la gesta separatista de Panamá.